# Voglans
Voglans település Franciaországban, Savoie megyében. Lakosainak száma 1998 fő (2022. január 1.). Voglans Le Bourget-du-Lac, Chambéry, La Motte-Servolex, Sonnaz és Viviers-du-Lac községekkel határos.

## Népesség
A település népessége az elmúlt években az alábbi módon változott:
| Lakosok száma | 1785 | 1852 | 1921 | 1897 | 1897 | 1911 | 1941 | 1969 | 1998 |
|               | 2013 | 2015 | 2016 | 2017 | 2018 | 2019 | 2020 | 2021 | 2022 |